# Pinerolo Olimpica
Pinerolo Olimpica (wł. Stazione di Pinerolo Olimpica) – przystanek kolejowy w Pinerolo, w prowincji Turyn, w regionie Piemont, we Włoszech. Znajduje się na linii Turyn – Pinerolo – Torre Pellice.
Obsługuje wschodnie dzielnice miasta Pinerolo. Przystanek został zbudowany z okazji igrzysk olimpijskich w 2006.
Od 2012 jest obsługiwana przez pociągi linii SFM2 Kolei aglomeracyjnej w Turynie.
Według klasyfikacji RFI ma kategorię srebrną.

## Linie kolejowe
- Turyn – Pinerolo – Torre Pellice